# Laphria venezuelensis
Laphria venezuelensis är en tvåvingeart som beskrevs av Macquart 1846. Laphria venezuelensis ingår i släktet Laphria och familjen rovflugor. Inga underarter finns listade i Catalogue of Life.